# Arrondissement administratif de La Louvière
L'arrondissement administratif de La Louvière est un des sept arrondissements administratifs de la province de Hainaut en Région wallonne (Belgique).
Créé en janvier 2018, sa création devient effective le 1er janvier 2019. Sa superficie est de 219,45 km2 et sa population au 1er janvier 2025 s’élevait à 142 518 habitants, soit une densité de population de 649,4 habitants/km².
L'arrondissement administratif de La Louvière comprend, les communes de Binche, Estinnes, La Louvière et de Morlanwelz. Il forme à lui seul un district électoral comprenant deux cantons électoraux, ceux de La Louvière et de Binche.
Cet arrondissement administratif fait partie de l'arrondissement judiciaire du Hainaut.

## Histoire
L'arrondissement est créé par décret du 25 janvier 2018 modifiant des articles relatifs au code de la démocratie locale et de la décentralisation de la région wallonne,. L'arrondissement devient effectif le 1er janvier 2019.
Il regroupe les communes de Binche, Estinnes, La Louvière et de Morlanwelz qui sont détachées de l'arrondissement administratif de Thuin, sauf La Louvière qui vient de l'arrondissement administratif de Soignies.
Il est le huitième arrondissement administratif créé dans la province belge de Hainaut.

## Communes et leurs sections

### Communes
- Binche
- La Louvière
- Estinnes
- Morlanwelz

### Sections
- Binche
- Boussoit
- Bray
- Buvrinnes
- Carnières
- Croix-lez-Rouveroy
- Épinois
- Estinnes-au-Mont
- Estinnes-au-Val
- Faurœulx
- Haine-Saint-Paul
- Haine-Saint-Pierre
- Haulchin
- Houdeng-Aimeries
- Houdeng-Goegnies
- Leval-Trahegnies
- Maurage
- Mont-Sainte-Aldegonde
- Morlanwelz-Mariemont
- Péronnes-lez-Binche
- Peissant
- Ressaix
- Rouveroy
- Saint-Vaast
- Strépy-Bracquegnies
- Trivières
- Vellereille-le-Sec
- Vellereille-les-Brayeux
- Waudrez

## Démographie

### Évolution démographique depuis la création de cet arrondissement
- Source : INS[1]

### Évolution démographique historique de cet arrondissement
Tous les chiffres concernent les communes de l'arrondissement actuel érigé au 1 janvier 2019.
- Source : INS - Remarque : 1831 - 1970 = recensements ; à partir de 1980 = population au 1er janvier[1]